# ORP Wilno
ORP Wilno – polski monitor rzeczny z okresu przed II wojną światową.

## Historia budowy
Jak bliźniaczy ORP „Kraków”.

## Służba
Okręt został przekazany Polskiej Marynarce Wojennej 2 października 1926. Został wcielony do służby 15 października 1926, a ceremonia podniesienia bandery i poświęcenia jednostki odbyła się w Warszawie 31 października 1926. Początkowo został przekazany do Komendy Portu Wojennego w Modlinie. Wiosną 1927 okręt został odkomenderowany do Flotylli Pińskiej. Wszedł w skład jej I Dywizjonu Bojowego. W składzie flotylli służył do 1939 roku. Pod koniec lat 20. otrzymał stanowisko obserwacyjne na przednim maszcie. W 1932 armaty kal. 75 mm wymieniono na haubice kal. 100 mm. W 1938 dokonano przebudowy wież artyleryjskich, pomostów bojowych, powiększono komory amunicyjne oraz wymieniono silniki. Zamontowano też podwójny karabin przeciwlotniczy Hotchkiss kal. 13,2 mm.
W sierpniu 1939 okręt został przydzielony do Oddziału Wydzielonego „Prypeć” aby osłaniać pododcinek „Osobowicze”. Po agresji sowieckiej 17 września rozpoczął odwrót do Pińska. Planowano przejście okrętu na Bug. Wobec niemożności wykonania tego zadania monitor został wysadzony w powietrze przez własną załogę. Stało się to 19 września koło wsi Osobowicze. Z uwagi na znaczny stopień zniszczenia, Rosjanie nie zdecydowali się na podniesienie i remont okrętu.

## Dane taktyczno-techniczne
- Uzbrojenie
  - po wejściu do służby:
    - 1 haubica kal. 105 mm w wieży na rufie
    - 2 działa kal. 75 mm w wieży na śródokręciu (1 × II)
    - 4 karabiny maszynowe kal. 7,92 mm

  - od 1932:
    - 3 haubice kal. 100 mm w wieżach na rufie i śródokręciu (1 × I, 1 × II)
    - 3 km kal. 7,92 mm
    - 2 (1 × II) karabiny przeciwlotnicze Hotchkiss kal. 13,2 mm (od 1938)[5]
- Opancerzenie: 5–8 mm[5]

Do budowy kadłuba użyto blach i profili ze zwykłej stali (okrętowej 3. kategorii według norm byłej rosyjskiej admiralicji z 1912 roku), to znaczy posiadającej wytrzymałość na rozciąganie równą 40 kG/mm² przy wydłużeniu 20%. Stal pancerna gatunku marki H.S.T. huty Bismarkhutte z wytrzymałością 130 kG/mm², granica sprężystości – 120 kG/mm² z wydłużeniem 8%.